# Уб
Уб је градско насеље у Србији и седиште истоимене општине у Колубарском управном округу. Према попису из 2022. било је 6.684 становника.
Овде се налазе Библиотека „Божидар Кнежевић” и Музичка школа „Петар Стојановић” Уб.

## Историја
Први трагови боравка људских заједница на подручју данашње општине Уб су нађени у Трлићу, Калиновцу и Бргулама, из времена Винчанске културе, око 5.000 година п. н. е, а у насељу Чучуге има налаза из бронзаног доба.
Први помен Тамнаве даје антички писац Јорданес, под именом Flumen Niger, што је касније довело до словенског назива Тамнава (од тама). Први писани помен Уба је споразум у Тати, маја 1426. године, између угарског краља Жигмунда и деспота Стефана Лазаревића. Рани писани извори смештају Уб између данашњих села Гуњевац и Совљак.
Име места највероватније потиче од латинског Urb, што значи град, место, док постоје легенде да је место настало у време кнеза Коцеља, и добило име по његовом брату Славољубу, и да је временом скраћивано док није остало само Уб.
Народне етимологије, без историјске подлоге наводе разне теорије настанка имена Уб. По једној, име је пренесено из Русије, где наводно има више насеобина са тим именом, наводећи паралелу са реком Об. По другој се приповеда како је неки турски војник, погођен пушком, успео да изусти само „Уб...”, не дорекавши „Убише ме!”, па на месту његове погибије назваше место Уб.

## Географија
Подручје Уба је у равничарском и брежуљкастом терену у горњем току река Тамнаве, Уба и Колубаре. Прецизније, у северозападном делу централне Србије између реке Саве и Колубаре, у плодној тамнавској равници налази се атар општине Уб. Граничи се са општинама Обреновац, Лазаревац, Лајковац, Ваљево, Коцељева и Владимирци. Подручје општине захвата територију од 456,7 km² или 0,81% територије Србије, где у 38 насеља живи 33.999 становника или 0,63% становника Србије. Становништво живи у 38 насеља од којих су 37 села и град Уб. Укупан број домаћинстава је 10.399. Просечна величина поседа износи 3,4 ha по домаћинству. На подручју општине постоје 36 сеоских катастарских општина и једна градска катастарска општина. Подручје је повезано важним саобраћајницама са окружењем и Београдом, а ускоро ће проћи и аутопут Београд–Јужни Јадран. Близина главног града и изграђена путна инфраструктура и њено осавремењавање су битан фактор укупног економског развоја. Богати културно-историјски садржаји, манастири, цркве и споменици, транзитни путеви и шумско-ловни потенцијали омогућавају развој агроекотуризма. Доходак по становнику износи 52% од просечног дохотка Србије. Доходак из пољопривреде је око 46%, индустрије 25%, трговине 16% и осталих делатности 13%.
У ноћи 4/5. децембра 1938. изгорела је зграда пореске управе, са свим књигама. Још исте ноћи су ухапшени шеф управе и још неколико лица.

## Спорт
- ФК Јединство Уб, фудбалски клуб основан 1920. године
- КК Уб, кошаркашки клуб основан 1978. године
- РК Уб, рукометни клуб основан 1958. године

## Дешавања у граду
- Летња отворена сцена ”Убске вечери" (јул - август)
- Турнир у малом фудбалу Д. М. Карели (август)
- Међународни салон фотографије природе (октобар)
- Позоришни фестивал Repassage fest
- Фестивал дечјег позоришног стваралаштва
- Фестивал музичке школе "Петар Стојановић"[3]

## Демографија
У насељу Уб живи 6314 становника, од чега стално пребивалиште има 6164, док су 119 становника на привременом раду у иностранству. Просечна старост становништва износи 37,3 година (36,2 код мушкараца и 38,3 код жена). У насељу има 2103 домаћинства, а просечан број чланова по домаћинству је 3,00.
Ово насеље је великим делом насељено Србима (према попису из 2002. године), а у последња три пописа, примећен је пораст у броју становника.
|             | \| Демографија[4] \| Демографија[4] \| Демографија[4] \| \| Година \| Становника \| Становника \| \| -------------- \| -------------- \| -------------- \| \| 1948. \| 1.770 \| \| \| 1953. \| 2.176 \| \| \| 1961. \| 2.592 \| \| \| 1971. \| 3.650 \| \| \| 1981. \| 4.819 \| \| \| 1991. \| 5.797 \| 5.511 \| \| 2002. \| 6.018 \| 6.278 \| \| 2011. \| 6.191 \| \| |            |
| Демографија | |            |
| Година      | Становника | Становника |
| 1948.       | 1.770 |            |
| 1953.       | 2.176 |            |
| 1961.       | 2.592 |            |
| 1971.       | 3.650 |            |
| 1981.       | 4.819 |            |
| 1991.       | 5.797 | 5.511      |
| 2002.       | 6.018 | 6.278      |
| 2011.       | 6.191 |            |

| Етнички састав према попису из 2002.‍ | Етнички састав према попису из 2002.‍ | Етнички састав према попису из 2002.‍ | Етнички састав према попису из 2002.‍ | Етнички састав према попису из 2002.‍ |
| ------------------------------------ | ------------------------------------ | ------------------------------------ | ------------------------------------ | ------------------------------------ |
|                                      |                                      |                                      |                                      |                                      |
| Срби                                 | Срби                                 |                                      | 5.919                                | 98,35%                               |
| Југословени                          | Југословени                          |                                      | 11                                   | 0,18%                                |
| Роми                                 | Роми                                 |                                      | 9                                    | 0,14%                                |
| Хрвати                               | Хрвати                               |                                      | 6                                    | 0,09%                                |
| Чеси                                 | Чеси                                 |                                      | 4                                    | 0,06%                                |
| Македонци                            | Македонци                            |                                      | 2                                    | 0,03%                                |
| Црногорци                            | Црногорци                            |                                      | 1                                    | 0,01%                                |
| Украјинци                            | Украјинци                            |                                      | 1                                    | 0,01%                                |
| Словенци                             | Словенци                             |                                      | 1                                    | 0,01%                                |
| Словаци                              | Словаци                              |                                      | 1                                    | 0,01%                                |
| Руси                                 | Руси                                 |                                      | 1                                    | 0,01%                                |
| Немци                                | Немци                                |                                      | 1                                    | 0,01%                                |
| Муслимани                            | Муслимани                            |                                      | 1                                    | 0,01%                                |
| Мађари                               | Мађари                               |                                      | 1                                    | 0,01%                                |
| Буњевци                              | Буњевци                              |                                      | 1                                    | 0,01%                                |
| Бугари                               | Бугари                               |                                      | 1                                    | 0,01%                                |
| непознато                            | непознато                            |                                      | 41                                   | 0,68%                                |

| \| \| м \| \| \| ж \| \| ? \| 26 \| \| \| 24 \| \| 80+ \| 22 \| \| \| 42 \| \| 75—79 \| 47 \| \| \| 79 \| \| 70—74 \| 97 \| \| \| 143 \| \| 65—69 \| 128 \| \| \| 172 \| \| 60—64 \| 111 \| \| \| 153 \| \| 55—59 \| 101 \| \| \| 112 \| \| 50—54 \| 210 \| \| \| 231 \| \| 45—49 \| 304 \| \| \| 281 \| \| 40—44 \| 269 \| \| \| 287 \| \| 35—39 \| 192 \| \| \| 242 \| \| 30—34 \| 171 \| \| \| 222 \| \| 25—29 \| 202 \| \| \| 200 \| \| 20—24 \| 209 \| \| \| 212 \| \| 15—19 \| 234 \| \| \| 231 \| \| 10—14 \| 230 \| \| \| 239 \| \| 5—9 \| 177 \| \| \| 172 \| \| 0—4 \| 121 \| \| \| 125 \| \| Просек : \| 36,2 \| \| \| 38,3 \| |      |  |  |      |
| |      |  |  |      |
| | м    |  |  | ж    |
| ? | 26   |  |  | 24   |
| 80+ | 22   |  |  | 42   |
| 75—79 | 47   |  |  | 79   |
| 70—74 | 97   |  |  | 143  |
| 65—69 | 128  |  |  | 172  |
| 60—64 | 111  |  |  | 153  |
| 55—59 | 101  |  |  | 112  |
| 50—54 | 210  |  |  | 231  |
| 45—49 | 304  |  |  | 281  |
| 40—44 | 269  |  |  | 287  |
| 35—39 | 192  |  |  | 242  |
| 30—34 | 171  |  |  | 222  |
| 25—29 | 202  |  |  | 200  |
| 20—24 | 209  |  |  | 212  |
| 15—19 | 234  |  |  | 231  |
| 10—14 | 230  |  |  | 239  |
| 5—9 | 177  |  |  | 172  |
| 0—4 | 121  |  |  | 125  |
| Просек : | 36,2 |  |  | 38,3 |

| Година пописа     | 1948. | 1953. | 1961. | 1971. | 1981. | 1991. | 2002. |
| ----------------- | ----- | ----- | ----- | ----- | ----- | ----- | ----- |
| Број домаћинстава | 563   | 657   | 904   | 1.234 | 1.633 | 1.898 | 1.993 |

| Број чланова      | 1   | 2   | 3   | 4   | 5   | 6  | 7  | 8 | 9 | 10 и више | Просек |
| ----------------- | --- | --- | --- | --- | --- | -- | -- | - | - | --------- | ------ |
| Број домаћинстава | 378 | 403 | 390 | 565 | 172 | 64 | 15 | 2 | 2 | 2         | 3,02   |

| Пол    | Укупно | Неожењен/Неудата | Ожењен/Удата | Удовац/Удовица | Разведен/Разведена | Непознато |
| ------ | ------ | ---------------- | ------------ | -------------- | ------------------ | --------- |
| Мушки  | 2.323  | 681              | 1.479        | 77             | 71                 | 15        |
| Женски | 2.631  | 593              | 1.497        | 389            | 137                | 15        |
| УКУПНО | 4.954  | 1.274            | 2.976        | 466            | 208                | 30        |

| Пол    | Укупно                    | Пољопривреда, лов и шумарство | Рибарство                            | Вађење руде и камена | Прерађивачка индустрија       |
| ------ | ------------------------- | ----------------------------- | ------------------------------------ | -------------------- | ----------------------------- |
| Мушки  | 1.247                     | 44                            | 2                                    | 77                   | 329                           |
| Женски | 1.076                     | 25                            | 0                                    | 26                   | 250                           |
| Укупно | 2.323                     | 69                            | 2                                    | 103                  | 579                           |
|        |                           |                               |                                      |                      |                               |
| Пол    | Производња и снабдевање   | Грађевинарство                | Трговина                             | Хотели и ресторани   | Саобраћај, складиштење и везе |
| Мушки  | 38                        | 83                            | 187                                  | 57                   | 90                            |
| Женски | 22                        | 34                            | 230                                  | 60                   | 24                            |
| Укупно | 60                        | 117                           | 417                                  | 117                  | 114                           |
|        |                           |                               |                                      |                      |                               |
| Пол    | Финансијско посредовање   | Некретнине                    | Државна управа и одбрана             | Образовање           | Здравствени и социјални рад   |
| Мушки  | 5                         | 48                            | 79                                   | 55                   | 26                            |
| Женски | 13                        | 39                            | 61                                   | 114                  | 101                           |
| Укупно | 18                        | 87                            | 140                                  | 169                  | 127                           |
|        |                           |                               |                                      |                      |                               |
| Пол    | Остале услужне активности | Приватна домаћинства          | Екстериторијалне организације и тела | Непознато            | Непознато                     |
| Мушки  | 36                        | 0                             | 0                                    | 91                   | 91                            |
| Женски | 26                        | 0                             | 0                                    | 51                   | 51                            |
| Укупно | 62                        | 0                             | 0                                    | 142                  | 142                           |

## Познате личности
Неки од познатих Убљана:
- Драган Џајић
- Бранислав Петронијевић
- Душан Савић
- Раша Плаовић
- Божидар Кнежевић
- Љубиша Јоцић
- Александар Поповић
- Војислав Танкосић
- Светомир Николајевић
- Радосав Петровић
- Станко Суботић
- Немања Матић
- Ратко Чолић
- Михаило Маџаревић